# 김경오 (야구 선수)
김경오(1990년 10월 29일 ~ )는 키움 히어로즈의 포수이다.